# 南京八卦洲長江大橋
南京八卦洲長江大橋（なんきんはっけしゅうちょうこうだいきょう、通称：八卦洲長江大橋）は、中華人民共和国南京市棲霞区の長江にかかる橋。かつては南京長江第二大橋とよばれ、2019年末から南京八卦洲長江大橋に変更した。
南京長江大橋の下流11 kmに位置し、全長21.337 kmあり、主に南漢大橋と北漢大橋で構成される。建設工事は1997年10月6日に始まり、2001年3月26日に完成した。工事期間中には江沢民・朱鎔基・呉邦国など政府要人が視察に訪れている。
南京長江二橋は高速道路でもあり南岸には料金所が設置されている。南京長江二橋は二橋公園としても開発されており公園内から橋の上に登ることもできる。ただし、高速道路なので歩道は無く対岸に徒歩で渡ることはできないが、見学用通路から遠くの南京長江大橋を見ることもできる。公園内には橋梁展示館があり、南京長江二橋と古代から現代の橋に関する資料館となっており南京長江二橋と世界各国の橋の模型が展示されている。

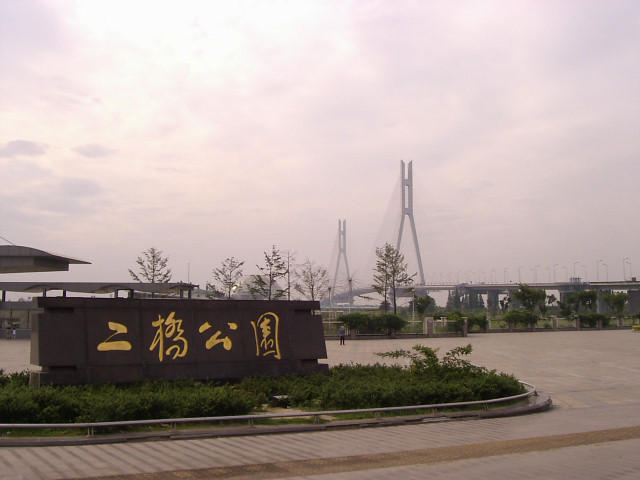
八卦洲大橋公園
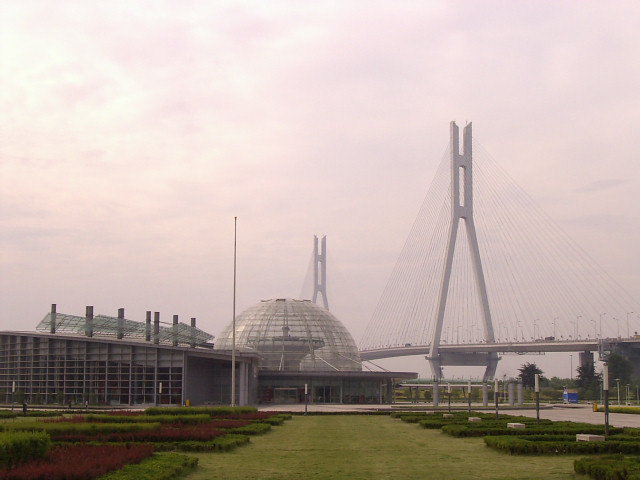
南京八卦洲長江大橋と橋梁展示館
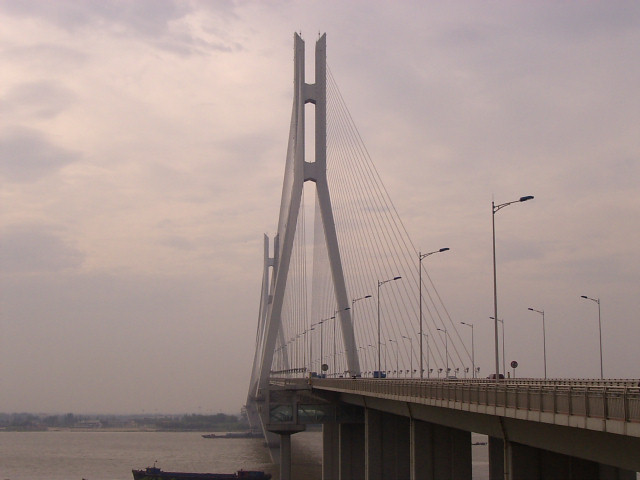
橋の上

## 入場料・開園時間
- 20元（2004年現在）
- 9:00-17:00（2004年現在）